# Taleb Nariman Nematpour
Taleb Nariman Nematpour (* 19. September 1984) ist ein iranischer Ringer. Er wurde 2013 Weltmeister im griechisch-römischen Stil im Mittelgewicht.

## Werdegang
Taleb Nariman Nematpour begann als Jugendlicher im Jahre 2000 mit dem Ringen. Er ist Mitglied eines Ringerclubs in Teheran und wird vor allem von seinem Bruder Shahab Nematpour trainiert. Er bevorzugt den griechisch-römischen Stil. Er ist Student und startete als Erwachsener immer im Mittelgewicht, der Gewichtsklasse bis 84 kg Körpergewicht.
Seit dem Jahre 2006 wird er vom iranischen Ringerverband bei internationalen Meisterschaften und bei wichtigen internationalen Turnieren eingesetzt. Für den Verlauf seiner internationalen Karriere muss berücksichtigt werden, dass im Iran Ringen eine Nationalsportart ist und die Konkurrenz deshalb dort ungeheuer groß ist und es nur absoluten Spitzenkönnern gelingt, sich überhaupt für die iranische Mannschaft zu qualifizieren. Taleb Nariman Nematpour gelang dies. 2008 nahm er in Jeju Island/Südkorea erstmals an Asienmeisterschaften teil und belegte dabei hinter Shingo Matsumoto aus Japan den 2. Platz. 2009 wurde er in Pattaya Asienmeister und bezwang dabei im Finale Andrei Samochin aus Kasachstan. Im Jahre 2010 gelang ihm beim gut besetzten Welt-Cup in Baku ein Erfolg, wobei er so gute Ringer wie Schalwa Gadabadse aus Georgien un Oleg Schokalow aus Russland hinter sich ließ.
2010 nahm er auch erstmals an einer Weltmeisterschaft teil. Diese in Moskau stattfindenden Meisterschaften endeten für ihn allerdings mit einem Fiasko. Als Gegner für seinen ersten Kampf wurde ihm nämlich der Israeli Denis Nickolajew zugelost. Aus politischen Gründen durfte er auf Anordnung seiner Mannschaftsführung gegen diesen Ringer nicht antreten. Er musste eine Verletzung vortäuschen und schied damit vorzeitig aus. Letztendlich landete er auf dem 31. Platz. Als Trostpflaster durfte er im November 2010 auch noch bei den Asien-Spielen in Guangzhou antreten und siegte dort vor Lee See-yeol aus Südkorea, Alchazur Osdijew, Kasachstan und Janarbek Kenjejew aus Kirgisistan.
2011 siegte er beim Welt-Cup in Minsk und ließ dabei Saman Tahmasebi, Aserbaidschan, Alim Selimow, Weißrussland und Alan Chugajew, Russland, hinter sich. 2012 versuchte er sich für die Olympischen Spiele in London zu qualifizieren. Das gelang ihm aber nicht. Er wurde aber im Oktober 2012 in Kuortane/Finnland Universitäten-Weltmeister vor Oleg Schokalow und Ahmet Yildirim aus der Türkei.
2013 kam Taleb Nariman Nematpour bei der Asienmeisterschaft in New Delhi auf den 3. Platz. Im Halbfinale verlor er dabei hauchdünn gegen Rustam Assakalow aus Usbekistan. Bei der Weltmeisterschaft 2013 in Budapest gelang ihm dann der große Wurf. Mit Siegen über Alexander Brandon Bravo, Venezuela, Javid Hamsarow, Weißrussland, Nursultan Tursijew, Kasachstan, Damian Janikowski, Polen und seinen ehemaligen iranischen Mannschaftsgefährten, dem nach Aserbaidschan gewechselten Saman Tahmasebi, wurde er erstmals Weltmeister.
Im Mai 2014 wurde Taleb Nariman Nematpour beim Welt-Cup (Mannschaftsturnier) in Teheran des Dopings überführt (epi-trenbolone). Er wurde daraufhin vom Ringer-Weltverband FILA bis zum 5. Juni 2022 für alle Wettkämpfe gesperrt.

## Internationale Erfolge
| Jahr | Platz | Wettbewerb                                  | Gewichtsklasse | Ergebnisse |
| 2006 | 5.    | "Yadegar-Imam"-Cup in Qom                   | Mittel         | Sieger: Q. Rezaee, Iran vor Arman Gastjan, Armenien |
| 2007 | 1.    | Dan Kolow & Nikola Petrow-Memorial in Sofia | Mittel         | vor Melonin Noumonvi, Frankreich und Andrea Minguzzi, Italien                                                                                                  |
| 2008 | 2.    | Welt-Cup in Szombathely                     | Mittel         | hinter Bradley Vering, USA, vor Saur Karesow, Russland und Wladimir Gegeschidse, Georgien                                                                      |
| 2008 | 2.    | Asienmeisterschaft in Jeju Island           | Mittel         | hinter Shingo Matsumoto, Japan, vor Cho Hyo-chul, Südkorea und Andrei Samochin, Kasachstan                                                                     |
| 2009 | 1.    | "Yadegar-Imam"-Cup in Qom                   | Mittel         | vor Ali Rezenejad und Ehsan Akhlagi, beide Iran |
| 2009 | 1.    | Asienmeisterschaft in Pattaya               | Mittel         | vor Andrei Samochin, Zhu Yanxiao, China und Lin Min-Hsuan, Twiwan                                                                                              |
| 2010 | 3.    | Welt-Cup in Eriwan                          | Mittel         | hinter Nazmi Avluca, Türkei und Arsen Kachabrischwili, Georgien, vor Pablo Enrique Shorey Hernandez, Kuba                                                      |
| 2010 | 5.    | "Yadegar-Imam"-Cup in Qom                   | Mittel         | hinter Babak Hossein Ghorbani Goldasteh, Mohammed Reza Akberi, Mehdi Asgarizadeh und Reza Farizadeh, alle Iran                                                 |
| 2010 | 1.    | Golden-Grand-Prix in Baku                   | Mittel         | vor Schalwa Gadabadse, Aserbaidschan, Oleg Schokalew, Russland und Chadirchi David Abedinzadeh, Iran                                                           |
| 2010 | 31.   | WM in Moskau                                | Mittel         | zum Kampf gegen Denis Nickolajew, Israel, nicht angetreten |
| 2010 | 1.    | Asien-Spiele in Guangzhou                   | Mittel         | vor Lee See-yeol, Südkorea, Alchazur Osdijew, Kasachstan und Janarbek Kenjejew, Kirgisistan                                                                    |
| 2011 | 9.    | "Vehbi-Emre"-Memorial in Istanbul           | Mittel         | Sieger: Saman Tahmasebi, Aserbaidschan vor Nenad Žugaj, Kroatien                                                                                               |
| 2011 | 1.    | Welt-Cup in Minsk                           | Mittel         | vor Saman Tahmasebi, Alim Selimow, Weißrussland und Alan Chugajew, Russland                                                                                    |
| 2011 | 5.    | Welt-Cup in Baku                            | Mittel         | hinter Habibollah Jameh Akhlaghi, Iran, Saman Tahmasebi, Davood Aliaschraf Akbari, Iran und Ahmet Yildirim, Türkei                                             |
| 2011 | 9.    | "Wladiyslaw-Pytlasinski"-Memorial in Radom  | Mittel         | Sieger: Alan Chugajew vor Alexei Mischin, beide Russland |
| 2012 | 5.    | Olympia-Qualif.-Turnier in Astana           | Mittel         | Sieger: Danial Gadschijew, Kasachstan vor Lee See-yeol |
| 2012 | 1.    | Welt-Cup in Saransk                         | Mittel         | vor Laszlo Antunovic, Ungarn, Saman Tahmasebi und Alchazur Osdijew                                                                                             |
| 2012 | 1.    | Universitäten-WM in Kuortane/Finnland       | Mittel         | vor Oleg Schokalew, Ahmet Yildirim und Pekka Rintamäki, Finnland                                                                                               |
| 2013 | 2.    | Welt-Cup in Teheran                         | Mittel         | hinter Selçuk Çebi, Türkei, vor Hrach Hovhannisjan, Armenien und Rafik Huseinow, Aserbaidschan                                                                 |
| 2013 | 3.    | Asienmeisterschaft in New Delhi             | Mittel         | nach Siegen über Peng Fei, China und Kiyas Esenow, Turkmenistan, einer Niederlage gegen Rustam Assakalow, Usbekistan und einem Sieg über Taichi Oka, Japan     |
| 2013 | 1.    | WM in Budapest                              | Mittel         | nach Siegen über Alexander Brazon Bravo, Venezuela, Javid Hamsatow, Weißrussland, Nursultan Tursinow, Kasachstan, Damian Janikowski, Polen und Saman Tahmasebi |
| 2014 | 1.    | Golden-Grand-Prix in Szombathely            | bis 85 kg      | vor Robert Kobliaschwili, Georgien, Viktor Lőrincz, Ungarn und Wladimir Gegeschidse, Georgien                                                                  |

Erläuterungen
- alle Wettbewerbe im griechisch-römischen Stil
- WM = Weltmeisterschaft
- Mittelgewicht, Gewichtsklasse bis 84 kg Körpergewicht (bis 31. Dezember 2013); seit 1. Januar 2014 gilt eine neue Gewichtsklasseneinteilung durch den Ringer-Weltverband FILA
- Im September 2014 hat sich der Ringer-Weltverband FILA in UWW (United Word Wrestling) umbenannt